# William Klein (fotograf)
William Klein, född 19 april 1926 i New York, död 10 september 2022 i Paris, var en amerikansk-fransk fotograf och filmare, som är känd för sin ironiska ansats.
William Klein växte upp i en fattig judisk familj i New York. Han började studera sociologi vid City College of New York vid låg ålder. Han enrollerade sig i armén och blev stationerad i Tyskland, och senare i Frankrike, där han kom att bosätta sig för gott efter perioden i armén. År 1948 skrev han in sig på Sorbonne, och studerade också målning för Fernand Léger. Vid denna tid var William Klein intresserad av abstrakt konst, både målning och skulptur. År 1952 hade han två framgångsrika utställningar i Milano och påbörjade ett samarbete med arkitekten Angelo Mangiarotti. Klein experimenterade också med kinetisk konst. 
Han övergick till fotografi och nådde framgång som modefotograf för Vogue och för sina fotoserier on olika städer. Klein's mest uppskattade fotoarbeten är Gun 1, New York (1955), The Holy family on bike (Rome, 1956), Cineposter (Tokyo, 1961) och Club Allegro Fortissimo (1990).
Modevärlden blev ämnet för hans första långfilm 1966, Who Are You, Polly Maggoo?, vilken, i likhet med hans andra två, Mr. Freedom och The Model Couple, är en satir. Han har gjort ett stort antal korta och halvlånga dokumentärfilmer, och över 250 reklamfilmer för teve.
Han fick Hasselbladpriset 1990.

## Filmografi

### Dokumentärfilmer
- Broadway by Light (1958)
- Les troubles de la circulation (1962). Om trafikproppar i Paris för fransk TV.
- Le business et la mode (1962).
- Les français et la politique (1962).
- Gare de Lyon (1963).
- Cassius, le grand (1964–65), en film om matchen mellan Sonny Liston och Cassius Clay i Miami.
- Aux grands magasins with Simone Signoret (1964).
- Loin du Vietnam|Loin du Viêt Nam (1967). Kollektivfilm med sekvenser av Klein, Jean-Luc Godard, Chris Marker, Claude Lelouch, Alain Resnais, Joris Ivens och Agnès Varda.
- Muhammed Ali, The Greatest (1969) .
- Festival panafricain d'Alger (1969).
- Eldridge Cleaver, Black Panther (1970). Om Black Panther Partyledaren Eldridge Cleaver.
- Hollywood, California: A Loser's Opera' (1977).
- Grands soirs & petits matins (1978). Om maj 1968 i the Quartier Latin i Paris.
- The Little Richard Story (1980).
- The French (1982). En dokumentärfilm om tennisturneringen French Open 1981.
- Contacts (1983), med kommentarer av  Klein om fotografier av kända fotografer.
- Ralentis (1984).
- Mode in France (1984).En dokumentär om modebranschen i Frankrike.
- Babilée '91 (1992), en filmad balett.
- In and out of fashion (1994).
- Messiah (1999), baserad på Georg Friedrich Händels oratorium Messias, dirigerat av Marc Minkowski.

### Långfilmer
- Who Are You, Polly Maggoo? (1966)
- Mr. Freedom (1969)
- L'anniversaire de Charlotte (1974)
- The Model Couple (1977)